# Echinorhynchus cotti
Echinorhynchus cotti är en hakmaskart som beskrevs av Yamaguti 1939. Echinorhynchus cotti ingår i släktet Echinorhynchus och familjen Echinorhynchidae. Inga underarter finns listade i Catalogue of Life.